# تتن، فرانسه
تتن، فرانسه (به فرانسوی: Tétaigne) یک کمون در فرانسه است که در Canton of Mouzon واقع شده‌است.

## خصوصیات
تتن ۵٫۷۹ کیلومترمربع مساحت و ۸۲ نفر جمعیت دارد و ۱۷۰ متر بالاتر از سطح دریا واقع شده‌است.